# Künstlerkolonie Nidden

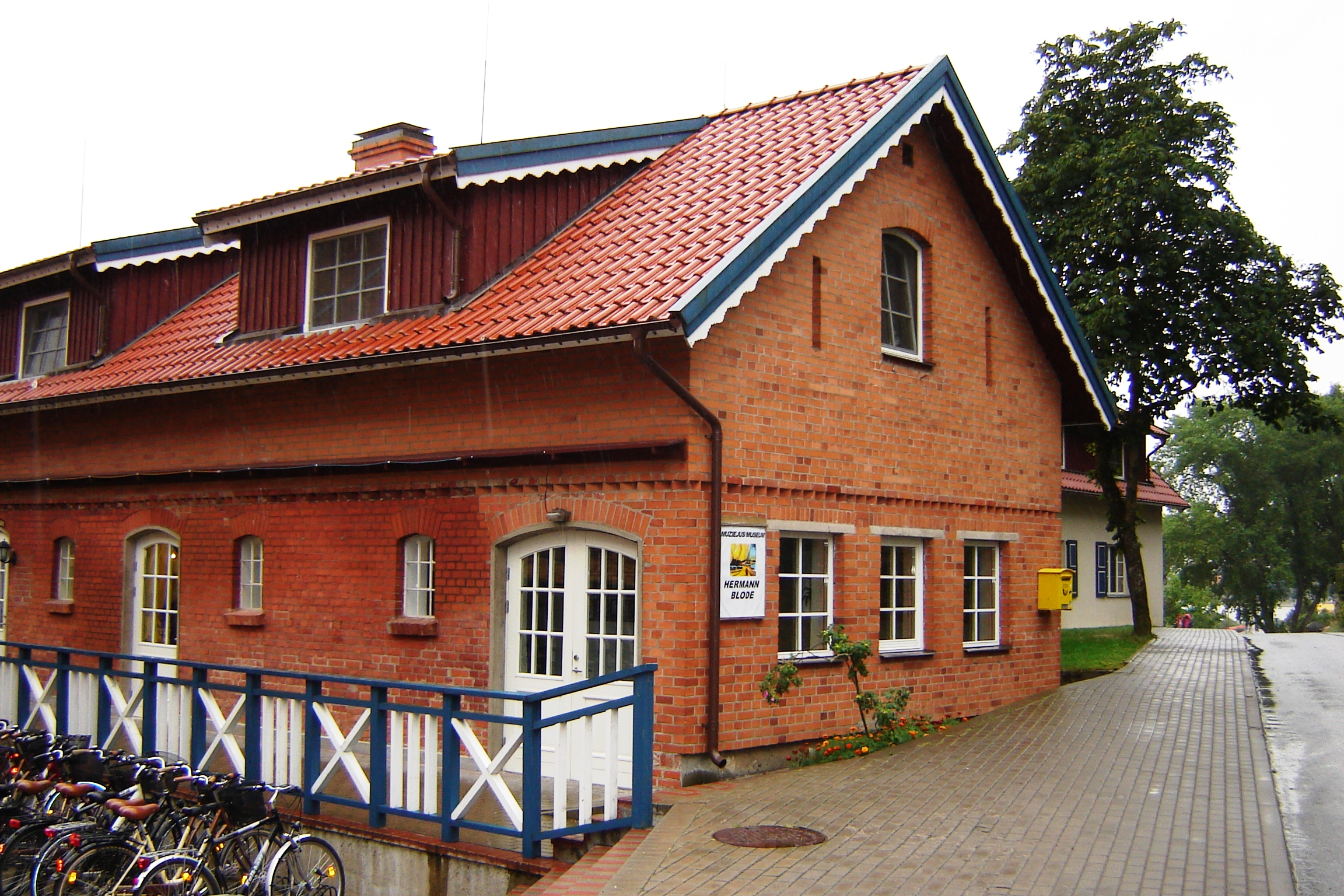
Hermann-Blode-Museum

Die Künstlerkolonie Nidden war eine bedeutende Künstlerbewegung in Ostpreußen. Durch seine exponierte Lage auf der Kurischen Nehrung zwischen Ostsee und Kurischem Haff sowie durch die eindrucksvolle Dünenlandschaft zog Nidden neben vielen auswärtigen Malern und Literaten zumeist Schüler und Lehrer der Kunstakademie Königsberg an, die in der Abgeschiedenheit des Ortes Ruhe und Inspiration suchten. Bis in die 1930er Jahre vergab die Akademie sogenannte Blode-Stipendien, die mit einem kostenlosen Aufenthalt im Gasthof Blode in Nidden verbunden waren.

## Geschichte
Zunächst waren es die Tiermaler Heinrich Krüger, Ernst Bischoff-Culm und Eduard Anderson, die Nidden aufsuchten. Ihnen folgten vor allem Lehrer für Landschaftsmalerei der Kunstakademie Königsberg. Einen Aufschwung erlebte die Akademie mit der Berufung von Ludwig Dettmann zum Direktor im Jahre 1900.
Die Künstler kehrten in Nidden in dem seit 1867 bestehenden Gasthof bei Hermann Blode (1862–1934) ein, der zum wichtigsten Mäzen wurde. Sein ehemals kleines Haus wurde die Keimzelle der entstehenden Künstlerkolonie; er baute sein im ortsüblichen Stil gebautes kleines Hotel in ein Atelier um, in dem die Künstler arbeiten konnten. Bei ihm gab es eine gemütliche Künstlerecke, in der Diskussionen geführt wurden. Im langen Saal hingen die zum Verkauf angebotenen Bilder. Bei Blode wohnte 1890 auch Lovis Corinth, der 1893 den Friedhof von Nidden malte.
Die nachhaltigste Bedeutung für die Künstlerkolonie Nidden hatten die mehrfachen monatelangen Besuche des bedeutenden Expressionisten Max Pechstein in den Jahren 1909, 1911,  1919 und 1939. Von Max Pechsteins Begeisterung angeregt, entschloss sich auch Karl Schmidt-Rottluff, den Sommer 1913 in Nidden zu verbringen. Die Anwesenheit der beiden Brücke-Maler sorgte für anregenden Diskussionsstoff unter den Künstlern. Ernst Mollenhauer erinnerte sich: „Auf der Blodeschen ‚Künstlerveranda‘ wurden beim Schein kleiner Petroleumlämpchen große Kunstprobleme diskutiert.“ Künstler wie Theo von Brockhusen, Erich A. Klauck, Ernst Bischoff-Culm, Arthur Degner, Gerhard Eisenblätter, Karl Eulenstein, Waldemar Rösler, Alfred Teichmann sowie Hermann Wirth und Edith Wirth-Sukkau lebten zeitweise in Nidden. Die Maler Carl Knauf und Richard Birnstengel sowie der Schauspieler Paul Isenfels bauten ihre Häuser im Stil des Ortes mit blauer Dachberandung.
Ab 1920 änderten sich die politischen Rahmenbedingungen, als der Völkerbund das ehemalige Preußisch Litauen nördlich der Memel abtrennte und als Memelland verwaltete. 1923 wurde es von Litauen annektiert. Trotzdem besuchten weiterhin zahlreiche deutsche Künstler den Ort, so auch Carl Zuckmayer, der im Frühjahr 1921 mit seiner damaligen Lebensgefährtin Annemarie Seidel drei Monate dort verbrachte.

### Thomas Mann

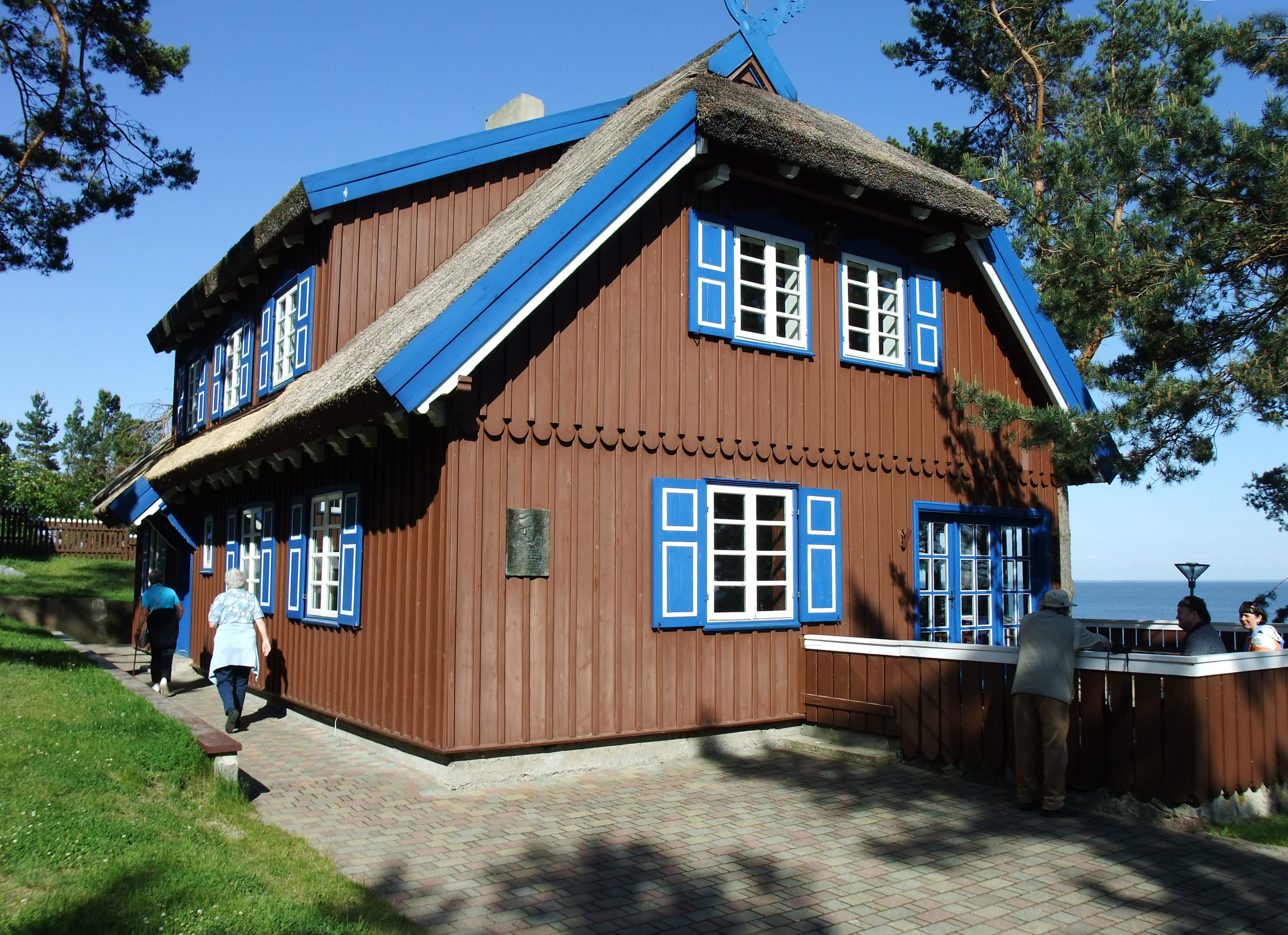
Thomas-Mann-Kulturzentrum

Im Spätsommer 1929 entschloss sich Thomas Mann auf dem  Schwiegermutterberg, von dem man in fast unmittelbarer Nachbarschaft zum Domizil der Maler einen großartigen Ausblick aufs Haff hatte, ein Sommerhaus bauen zu lassen. Die Niddener nannten es ironisch „Onkel Toms Hütte“. Drei Jahre lang, von 1930 bis 1932, arbeitete Thomas Mann hier im Sommer an Joseph und seine Brüder. Nidden war damit vollends zum Künstlerort geworden. Abgeschieden und außerhalb des Deutschen Reiches gelegen, war es für viele nun nicht mehr ein Ort der inneren, sondern auch der äußeren Emigration geworden. Im Juni 1933 emigrierte Thomas Mann aus Deutschland. Nach Nidden kehrte er nicht mehr zurück. Das Haus ist heute das Thomas-Mann-Kulturzentrum.

### Ende
Kurz vor dem Überfall auf Polen war faktisch das Ende der Künstlerkolonie gekommen. Das Memelland kehrte zum Deutschen Reich zurück, die meisten Bildwerke wurden als Entartete Kunst eingestuft. Dennoch versuchte Blodes Schwiegersohn Ernst Mollenhauer, die Gastwirtschaft und den Geist der Künstlerkolonie bis 1945 zu erhalten. Soldaten der Roten Armee zerstörten 1945 die einmalige Sammlung Hermann Blodes. Die meisten der Bilder wurden in einer Sauna verheizt. 1967 wurde in dem ehemaligen Stallgebäude des inzwischen abgerissenen Hermann-Blode-Hotels ein Hermann-Blode-Museum eingerichtet. In einer kleinen Ausstellung wird die Geschichte der Künstlerkolonie Nidden dargestellt.

## Maler in Nidden

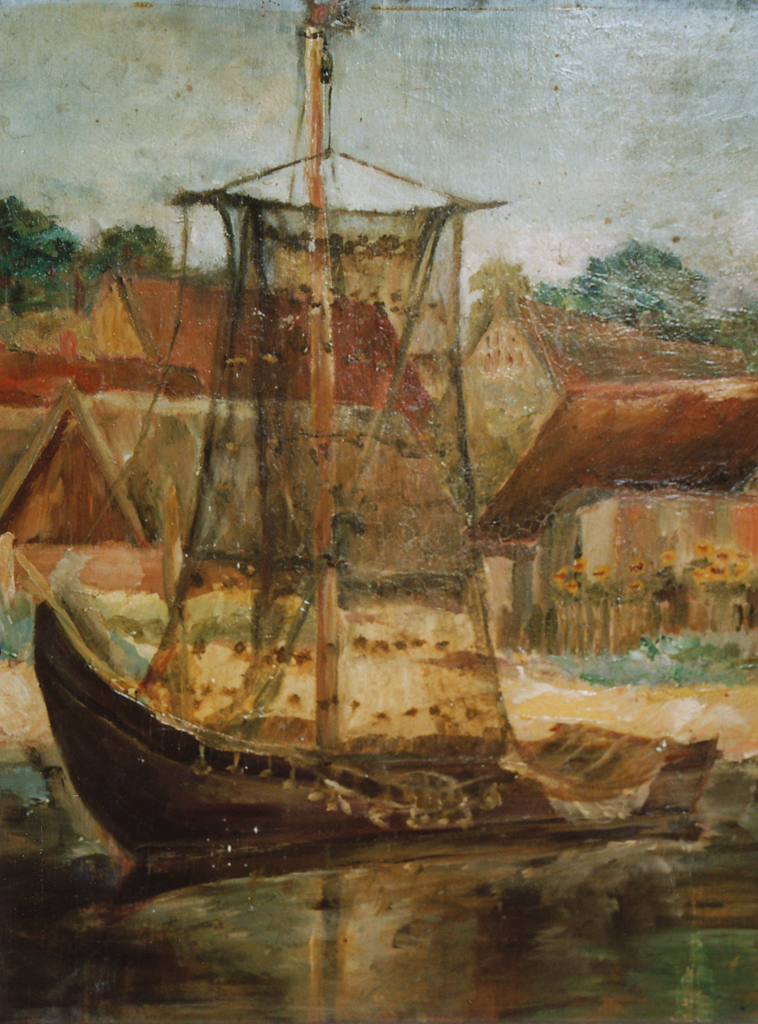
Hella Hirschfelder-Stüve: Kurenkahn. Nidden, 1941

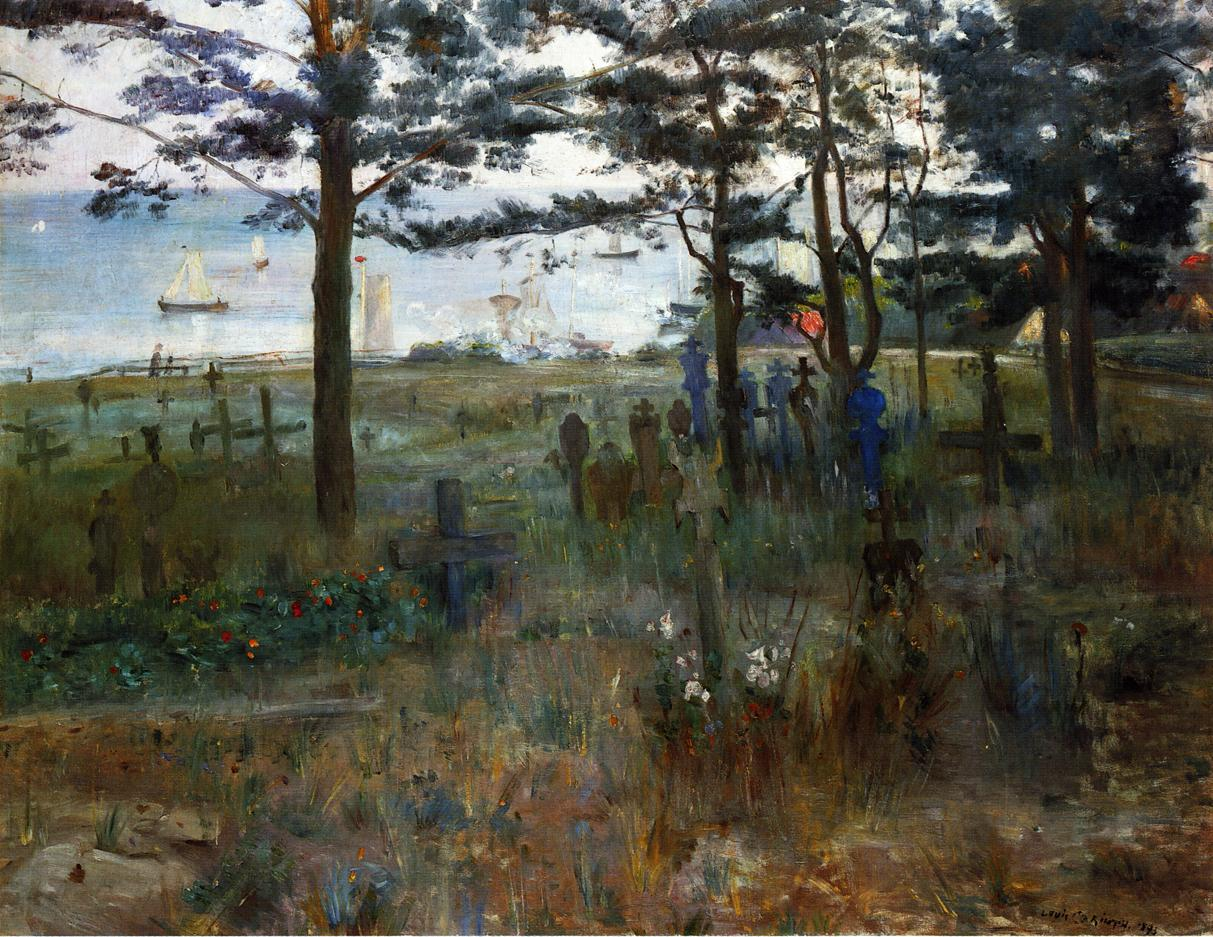
Lovis Corinth: Fischerfriedhof in Nidden. 1893, Neue Pinakothek, München

- Hella Hirschfelder-Stüve
- Heinrich Krüger
- Ernst Bischoff-Culm
- Eduard Anderson
- Ludwig Dettmann
- Lotte Bingmann-Droese
- Lovis Corinth
- Max Pechstein
- Otto Beyer
- Karl Schmidt-Rottluff
- Ernst Mollenhauer
- Erich A. Klauck
- Arthur Kuhnau
- Arthur Degner
- Gerhard Eisenblätter
- Karl Eulenstein
- Waldemar Rösler
- Paula Staschus-Flöß
- Alfred Teichmann
- Hermann Wirth
- Edith Wirth-Sukkau
- Gustav Wittschas
- Carl Knauf
- Richard Birnstengel
- Emmy Brode
- Theo von Brockhusen
- Gertrude Helmholz